# Barbara Hannigan
Barbara Hannigan (Waverly, Új-Skócia, 1971. május 8. – ) Grammy-díj as kanadai szoprán énekes és karmester. A kortárs zene kiemelkedő alakja, aki világpremierek sorát adta már elő. A legendás zeneszerzők közül például inspirálta Pierre Boulez-t is. 

## Élete, munkássága
1971-ben született a kanadai Waverly-ben (tulajdonképpen a halifaxi kórházban), apja fogorvos, anyja háziasszony, kórusban énekelt. Három testvére van, mind zenész lett. Zenei tanulmányait szülővárosában és Halifaxban kezdte, majd 17 éves korában Torontóba ment tanulni. „Tinédzser korom óta énekelni akartam. Minden zenét szerettem: klasszikus, Broadway, jazz…” – nyilatkozta. A Torontói Egyetemen 1993-ban alapdiplomát (Bachelor of Music) szerzett, 1998-ban mesterfokozatot (Master of Music). Ezután a Banff Művészeti Központban (Alberta), a Raviniai Steans Zenei Intézetben (Illinois), az Orfordi Művészeti Központban (Quebec) és egy évig a Hágai Királyi Konzervatóriumban is tanult. 
Klasszikus repertoárja is jelentős, de leginkább kortárs művek előadásáról ismert, Händeltől Grisey-ig, sőt azon túl. Rendszeresen koncertezik szopránként és karmesterként egyaránt. Bemutatta többek között Henri Dutilleux, Louis Andriessen és George Benjamin darabjait. Emblematikus produkciója Ligeti György Le grand macabre című művének énekesi és karmesteri előadása volt, miközben a darabot gyakorlatilag eltáncolta. Saját bevallása szerint ez a mű áll a legközelebb a szívéhez. „Amint elkezdtem énekelni, az egész világon el akartam énekelni – és meg is tettem” – mondta. Szerepelt Alban Berg Lulujának címszereplőjeként és ismert Bernd Alois Zimmermann A soldaten című operájának Marie-jaként is. Énekesként és karmesterként számos együttessel lépett fel, mint például a Berlini Filharmonikus Zenekarral, a Göteborgi Szimfonikus Zenekarral, a Gulbenkian Zenekarral, a Müncheni Filharmonikusokkal, a Londoni Szimfonikus Zenekarral, a Torontói Szimfonikusokkal, az Orchestre philharmonique de Radio France-szal, a Svéd Rádió Szimfonikus Zenekarával, a Mahler Kamarazenekarral és a Clevelandi Zenekarral. Énekelt Simon Rattle, Kent Nagano, Andris Nelsons, Yannick Nézet-Séguin, David Zinman, Vladimir Jurowski, Antonio Pappano, Pierre Boulez, Alan Gilbert és Reinbert De Leeuw vezényletével.
Zenei előadásmódjára a végtelen energia jellemző, stílusa besorolhatatlan, előadásai gyakran performansz-szerűek. Mentorának, Mary Morrison operaénekesnek, a kortárs zene szószólójánsk köszönheti, hogy ebbe az irányba terelte. „Felismerte bennem az affinitást az ilyen repertoár iránt” – nyilatkozta. Pálca nélkül vezényel, a „kezeim annyira kifejezőek, és nem akartam ehhez hozzátenni semmit. … Hogyan jellemezném a karmesteri stílusomat? Nem tudom. Nem tudom leírni az énekstílusomat sem. Zenészként – énekesként és karmesterként is – arra törekszem, hogy felépítsem a zenét” – nyilatkozta. 2014-ben Barbara Seiler filmrendező portréfilmet forgatott róla I’m a Creative Animal – A Portrait of Barbara Hannigan címmel.
2009-ben férjhez ment Gijs de Lange holland színházi rendezőhöz, a házasságuk 2015-ben válással végződött, azóta Mathieu Amalric francia színész a párja. 2017 óta Párizsban és Bretagne-ban él. 2016-ban a Kanadai Rend birtokosa lett, amely az ország egyik legmagasabb polgári kitüntetése. 2018-ban elnyerte a legjobb klasszikus szóló vokális albumnak járó Grammy-díjat. 2021-ben elnyerte a dán Léonie Sonning zenei díjat, a következő évben pedig a Londoni Szimfonikus Zenekar kinevezte első vendégművészének. A fiatalabb zenészek mentorálása céljából 2017-ben létrehozta az „Equilibrium Young Artists”, 2020-ban pedig a „Momentum: Our Future Now” kezdeményezést.
Barbara a kortárs operák specialistája és 2018-ra több mint 85 világpremiert adhatott elő, valamint különleges hangja inspirálta például Pierre Boulez zeneszerzőt is.

## Felvételei
Válogatás az AllMusic és Discogs nyilvántartásából.
| Megjelenés | Tartalom                                               | Közreműködők | Kiadó                   |
| ---------- | ------------------------------------------------------ | --- | ----------------------- |
| 2004       | Handel: Gedeon                                         | Hannigan (énekesként), Linda Perillo, Nicola Wemyss, David Cordier, Knut Schoch, Stephan Macleod, Junge Kantorei, Frankfurt Baroque Orchestra, Joachim Carlos Martini | Naxos                   |
| 2010       | Kris Defoort: House of the Sleeping Beauties           | Hannigan (énekesként), Omar Ebrahim, Susanne Duwe, Alice Foccroulle, Susanne Hawkins, Théâtre Royal de La Monnaie, Patrick Davin                                      | Fuga Libera             |
| 2013       | Henri Dutilleux: Correspondances                       | Hannigan (énekesként), Anssi Karttunen, Orchestre Philharmonique de Radio France, Esa-Pekka Salonen                                                                   | Deutsche Grammophon     |
| 2016       | Hans Abrahamsen: Let Me Tell You                       | Hannigan (énekesként), Symphonie-Orchester des Bayerischen Rundfunks, Andris Nelsons                                                                                  | Winter & Winter         |
| 2017       | Crazy Girl Crazy (Berio, Berg, Gershwin)               | Hannigan (énekesként és karmesterként), Ensemble Ludwig | Alpha                   |
| 2017       | Stravinsky, Ligeti, Berg, Webern                       | Hannigan (énekesként), London Symphony Orchestra, Simon Rattle | LSO Live (DVD, Blu-ray) |
| 2018       | Vienna: Fin de Siècle                                  | Hannigan (énekesként), Reinbert de Leeuw | Alpha Classics          |
| 2020       | La Passione: Nono, Haydn & Grisey                      | Hannigan (énekesként és karmesterként), Ludwig Orchestra | Alpha Classics          |
| 2022       | Berg, Mahler: Sehnsucht                                | Hannigan (énekesként), Camerata RCO, Rolf Verbeek | Alpha Classics          |
| 2023       | Infinite Voyage: Schoenberg, Hindemith, Berg, Chausson | Hannigan (énekesként), Emerson String Quartet, Bertrand Chamayou | Alpha Classics          |